# Joey Snijders
Joey Snijders (Amersfoort, 8 februari 1987) is een Nederlands voormalig profvoetballer. De middenvelder/aanvaller kwam uit voor GVVV, AGOVV Apeldoorn, FC Omniworld, Vitesse en in de jeugd bij Cobu Boys, IJsselmeervogels, VVZA en Vitesse Voetbal Academie.
Op het hoogste niveau van de A-jeugd bij Vitesse, maakte Snijders tien doelpunten en gaf zes keer een assist. Desondanks degradeerde het hoogste jeugdteam van de Arnhemmers naar de eerste divisie. In het daaropvolgende jaar komt hij te spelen in het belofte-elftal van Vitesse. Tijdens de winterstop wordt hij overgeheveld naar het eerste elftal, om daar vervolgens het seizoen af te mogen maken. Hij zit enkele malen op de bank, maar heeft geen enkele minuut gemaakt. In het belofteteam scoort Snijders 6x en geeft 4x een assist.
Snijders besluit naar FC Omniworld te gaan om daar te proberen een basisplek af te dwingen. Hij krijgt echter te kampen met de ziekte van Pfeiffer en is daar enkele maanden mee uit de roulatie. Snijders maakte zijn debuut in het betaalde voetbal op 31 augustus 2007 tegen FC Eindhoven.
In het seizoen 2008/2009 maakt Snijders de overstap naar AGOVV Apeldoorn. Nadat hij geblesseerd raakte in de voorbereiding, kwam hij sterk terug en veroverde gelijk een basisplaats bij de Apeldoorners.
Hierna krijgt hij echter geen profcontract meer en komt daarna nog uit als amateur voor de vereniging Team VVCS. Sinds 2009 speelde hij als amateur bij GVVV waarmee hij in 2011 promoveert van de hoofdklasse naar de topklasse en in de KNVB Beker tot de kwartfinale komt en daarbij Excelsior en Sparta uitschakelen maar verliezen van AZ. Hij scoorde 11 keer voor GVVV. In het seizoen 2012-2013 kwam hij uit in de topklasse voor IJsselmeervogels en daarna keerde hij terug bij GVVV.
Snijders raakte op zondagavond 15 februari 2015 zwaargewond bij een verkeersongeval. Hij werd tijdens een autorit onwel en sloeg vervolgens met zijn voertuig over de kop. Na een spoedoperatie werd zijn toestand twee dagen later nog steeds zeer kritiek genoemd.. Op 27 februari 2015 werd duidelijk dat Joey zelfstandig ademde en dat hij overgeplaatst was van de Intensive Care (IC) naar de Medium Care. De situatie van Joey bleef stabiel, maar het is wel 100% zeker dat hij nooit meer de oude zal worden. In juli 2015 is hij naar een revalidatiecentrum in Zuidhorn (Groningen) gebracht, nadat zijn botlap in het UMC was teruggeplaatst. Begin september 2015 maakte zijn familie bekend dat Joey niet meer in laagbewustzijn verkeerde. Joey Snijders is in oktober 2015 verhuisd van het revalidatiecentrum in Zuidhorn naar een revalidatiecentrum in Utrecht, waar hij verder werkt aan zijn revalidatie.

## Clubstatistieken
| Seizoen                         | Club             | Land            | Competitie      | Competitie | Competitie | Beker | Beker | Internationaal | Internationaal | Overig | Overig | Totaal | Totaal |
| Seizoen                         | Club             | Land            | Competitie      | Wed.       | Dlp.       | Wed.  | Dlp.  | Wed.           | Dlp.           | Wed.   | Dlp.   | Wed.   | Dlp.   |
| ------------------------------- | ---------------- | --------------- | --------------- | ---------- | ---------- | ----- | ----- | -------------- | -------------- | ------ | ------ | ------ | ------ |
| 2006/07                         | Vitesse          | Nederland       | Eredivisie      | 0          | 0          | 0     | 0     | 0              | 0              | 0      | 0      | 0      | 0      |
| 2007/08                         | FC Omniworld     | Nederland       | Eerste divisie  | 2          | 0          | 0     | 0     | 0              | 0              | 0      | 0      | 2      | 0      |
| 2008/09                         | AGOVV Apeldoorn  | Nederland       | Eerste divisie  | 7          | 0          | 0     | 0     | 0              | 0              | 0      | 0      | 7      | 0      |
| 2009/10                         | GVVV             | Nederland       | Hoofdklasse     | –          | –          | 0     | 0     | 0              | 0              | 0      | 0      | 0      | 0      |
| 2010/11                         | GVVV             | Nederland       | Hoofdklasse     | –          | –          | 1     | 0     | 0              | 0              | 0      | 0      | 1      | 0      |
| 2011/12                         | GVVV             | Nederland       | Topklasse       | 24         | 11         | 4     | 1     | 0              | 0              | 0      | 0      | 28     | 12     |
| 2012/13                         | IJsselmeervogels | Nederland       | Topklasse       | 21         | 4          | 1     | 2     | 0              | 0              | 0      | 0      | 22     | 6      |
| 2013/14                         | GVVV             | Nederland       | Topklasse       | 30         | 11         | 2     | 0     | 0              | 0              | 0      | 0      | 32     | 11     |
| 2014/15                         | GVVV             | Nederland       | Topklasse       | 17         | 5          | 0     | 0     | 0              | 0              | 0      | 0      | 17     | 5      |
| Carrière totaal                 | Carrière totaal  | Carrière totaal | Carrière totaal | 101        | 31         | 8     | 3     | 0              | 0              | 0      | 0      | 109    | 34     |
| Bijgewerkt tot 17 februari 2015 |                  |                 |                 |            |            |       |       |                |                |        |        |        |        |